# Neastacilla antipodea
Neastacilla antipodea là một loài chân đều trong họ Arcturidae. Loài này được Poore miêu tả khoa học năm 1981.